# Dyrøy
Dyrøy é uma comuna da Noruega, com 290 km² de área e 1 303 habitantes (censo de 2004).         